# Bitětice
Bitětice (německy Bitietitz) jsou malá vesnice, část města Pelhřimov ve stejnojmenném okrese v Kraji Vysočina. Leží 5,1 kilometru severozápadně od Pelhřimova. V roce 2006 byl ve vesnici založen osadní výbor. Každoročně se společně se sousední vesnicí Lipice pořádá masopustní průvod a další společenské a kulturní akce.

## Geografie
Rozloha katastrálního území (pro rok 2007) činila celkem 281,371 hektaru, 201 hektarů zemědělské půdy, 65 hektarů lesů, 1,2 hektaru vodních ploch, 1,8 hektaru zastavěných ploch, 11,5 hektaru ostatních ploch. Nachází se zde granáty s kelyfitickou slupkou, uložené v amfibolitu na cestě k Čakovicům. V rulách se objevuje sillimanit. Nedaleko Bitětic směrem k vesnici Milotičky leží třetí nejvyšší kopec Pelhřimovska - Houska (625 metrů).

## Název
Název vesnice se vyvíjel od varianty Byetyeticz, Byeteticz (1379), Bytyetytz (1390), Bytyeczycz (1415), Bytieticze (1593). Místní jméno znamenalo ves lidí Bieťatových. Pojmenování je rodu ženského, čísla pomnožného, genitiv zní Bitětic.

## Historie
První písemná zmínka o vesnici pochází z roku 1379 v souvislosti s řečickým panstvím. Nejstarší tvar zní Bietětice a znamenal ves lidí Bieťatových (podle paměťníků bylo ve staré již ztracené kronice zapsáno, že ves byla založena rodem Bíťat). Vzhledem k nadmořské výšce to bývala vždycky jen menší osada. V roce 1379 měla 14 gruntů osedlých (pro srovnání sousední Lipice 18 a Bácovice 25). Když nastala možnost volného stěhování, zůstaly dva grunty pusté (říkalo se jim poustky). Řečické vrchnosti to ale nevadilo, protože majetek jí zůstal a robotou se nechalo zajistit obdělávání. V robotních povinnostech zde bylo uloženo orání, svážení sena (2 fůry za půldne), vožení dříví na řečický hrad, odvážení slámy apod. Jako nápravník zde tenkrát vykonával službu s kuší Kyjík starý, po něm pak Nyklík.
Dne 24. října 1944 byl v blízkosti vsí Lipice a Bitětice omylem vysazen z letadla partyzánský oddíl dr. Miroslava Tyrše (8 Slováků a 7 Rusů), určený pro odbojové akce ve východních Čechách. Dvě stě příslušníků německého vojenského komanda je hledalo marně i přes to, že se skupina parašutistů v okolí skrývala asi šest týdnů, našlo se jen dvanáct padáků. Pro upomínku na tuto událost stojí na rozcestí za Lipice směrem na Bitětice kamenný památník.

## Obyvatelstvo
| Rok            | 1869 | 1880 | 1890 | 1900 | 1910 | 1921 | 1930 | 1950 | 1961 | 1970 | 1980 | 1991 | 2001 | 2011 | 2021 |
| -------------- | ---- | ---- | ---- | ---- | ---- | ---- | ---- | ---- | ---- | ---- | ---- | ---- | ---- | ---- | ---- |
| Počet obyvatel | 129  | 122  | 115  | 112  | 136  | 119  | 112  | 58   | 57   | 50   | 43   | 30   | 27   | 32   | 29   |
| Počet domů     | 21   | 21   | 16   | 15   | 17   | 17   | 17   | 17   | 17   | 12   | 12   | 12   | 12   | 15   | 15   |

## Obecní správa
Při sčítání lidu v letech 1850–1920 Bitětice byly osadou obce Lipice v okrese Pelhřimov. V letech 1921–1960 byly samostatnou obcí v okrese Pelhřimov. V letech 1961–1979 byly znovu částí obce Lipice v okrese Pelhřimov. Od 1. ledna 1980 jsou částí města Pelhřimov ve stejnojmenném okrese.

## Pamětihodnosti
Na návsi stojí rekonstruovaná kaple zasvěcené sv. Maří Magdaleně a u ní křížek. Dnešní ráz kapličky pochází z roku 1937, okolí bylo upraveno po poslední válce.